# 气闸舱

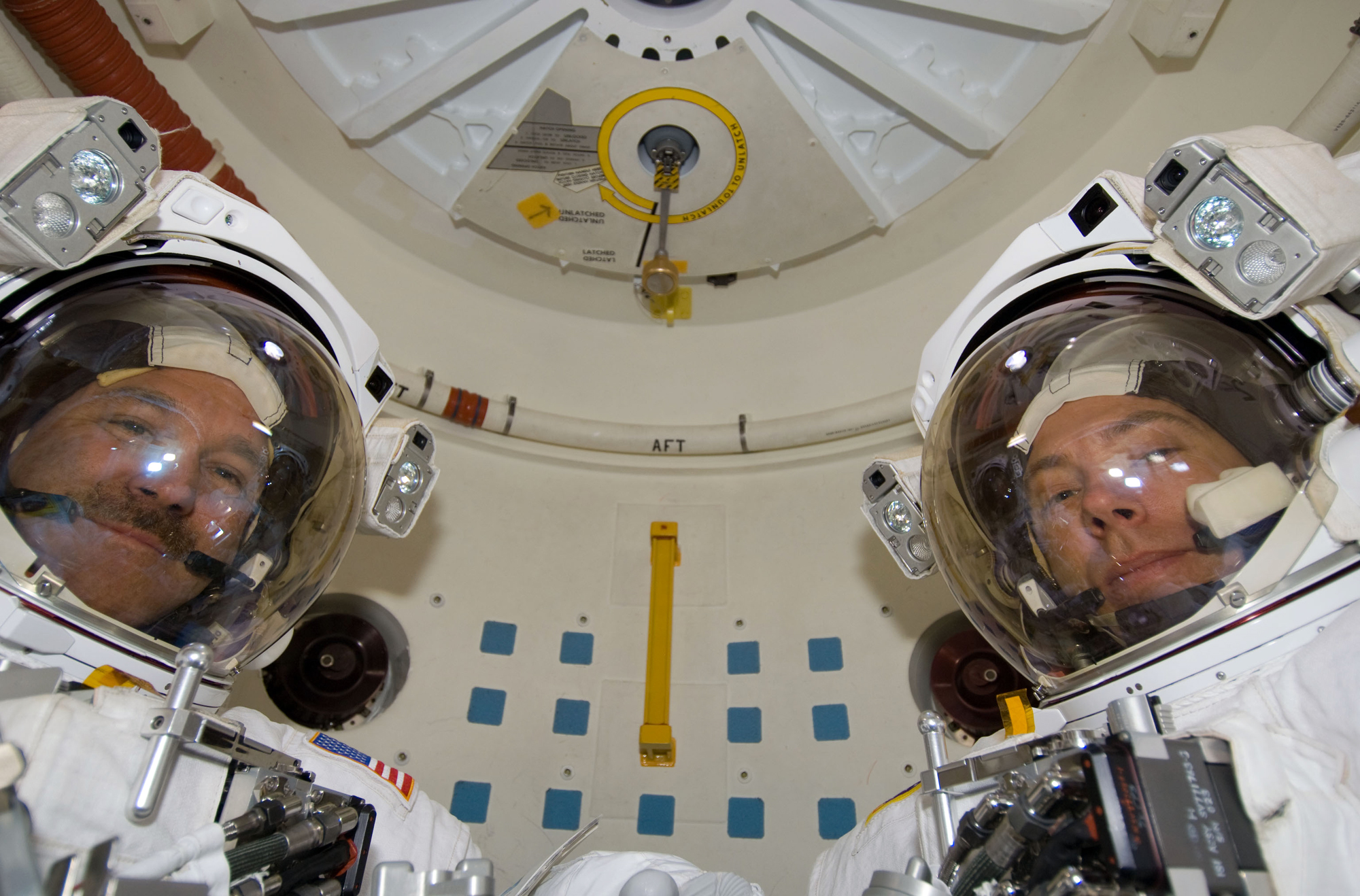
美国航天飞机上载气闸舱。

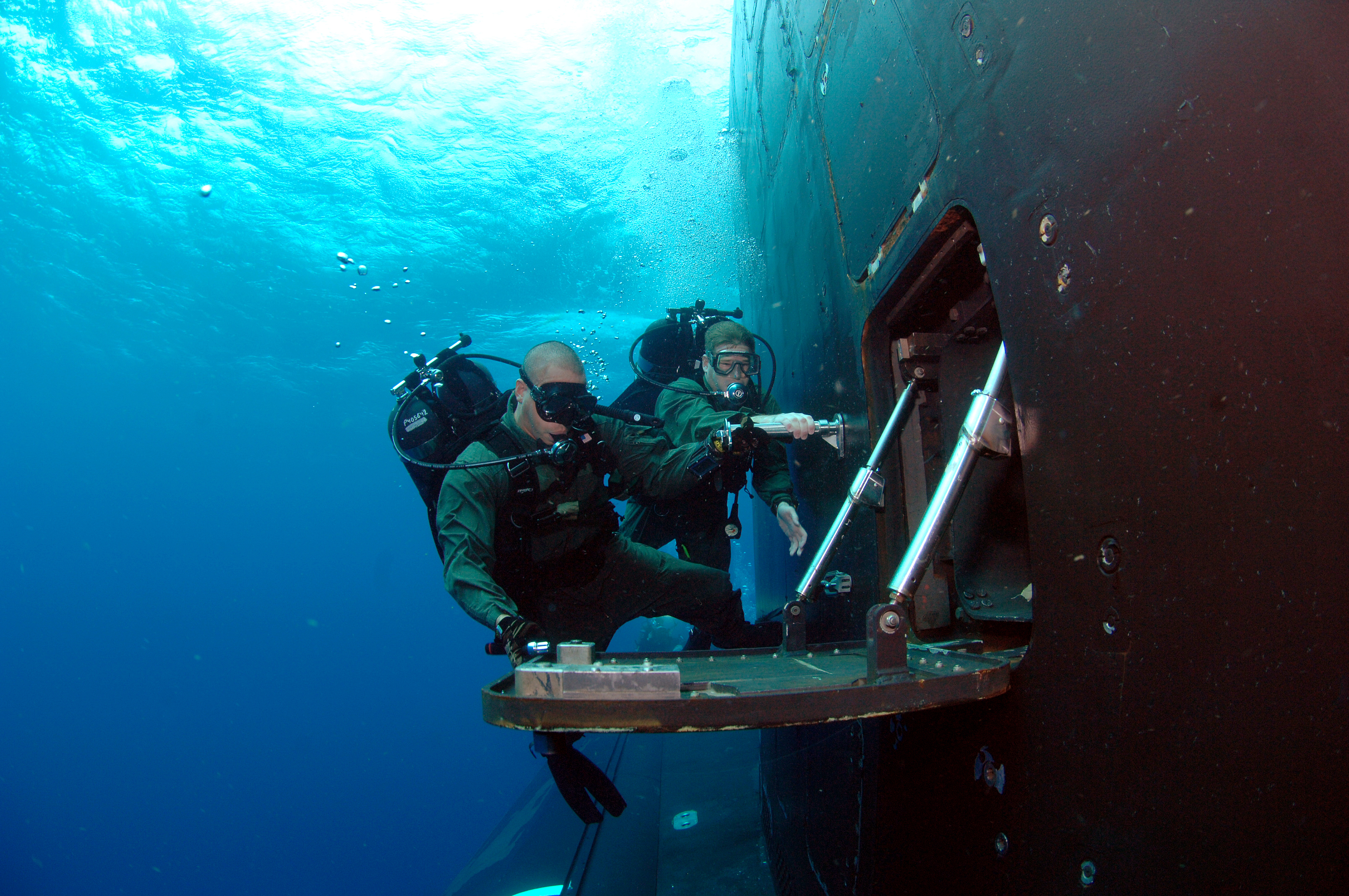
美国海军潜水员离开潜水艇气闸舱。

气闸舱（英語：airlock），陆地上称气闸室，是一种用来避免压力泄漏、流体混合的舱室，用于需要气密的多种场合，如载人航天器、潜水艇、净室、CBRN防空洞等。气闸舱有两个气密门，设计成两者不能同时打开，通过轮流开合完成进出。
在载人航天中，气闸舱是航天员出舱活动的一个过渡舱段，也是完成出舱活动必不可少的舱段。其内闸门与室内连接，外闸门与则通向航天器外部的太空。航天气闸舱配置有舱外航天服及备件包、出舱活动保障工作台及附件、气闸舱泄压和复压组件、氧瓶组件、舱门检漏仪、航天服专用固定架、专用测量仪表传感器等。